# Latarnia Morska Gdańsk Port Północny
Latarnia Morska Gdańsk Port Północny – najmłodsza latarnia morska na polskim wybrzeżu Bałtyku, położona w Gdańsku, na Wyspie Portowej, na terenach portu morskiego Gdańsk (w Porcie Północnym).
Latarnia znajduje się pomiędzy Latarnią Morską Hel a Latarnią Morską Krynica Morska.

## Dane techniczne
- Położenie: 54°23,988' N 18°41,784' E[2]
  - to samo: 54°23'59,28"  18°41'47,04"
- Wysokość wieży: 56,00 m
- Wysokość światła: 61 m n.p.m.
- Zasięg nominalny światła: 25 Mm (46,30 km)
- Sektor widzialności światła: 140°-320°
- Charakterystyka światła: Błyskowe grupowe
  - Światło: 0,5 s
  - Przerwa: 1,5 s
  - Światło: 0,5 s
  - Przerwa: 1,5 s
  - Światło: 0,5 s
  - Przerwa: 4,5 s
  - Okres: 9,0 s

## Historia
Latarnia mieści się na wieży Kapitanatu Portu Gdańsk i nie jest udostępniona do zwiedzania. Jako jedyna latarnia morska w Polsce, posiada windę pozwalającą na dostanie się na górę.
Latarnia została zbudowana w 1984. Projektantem wieży był architekt Leszek Zakrzewski z zespołu Generalnego Projektanta Portu Północnego inż. Henryka Norkiela z Biura Projektów Budownictwa Morskiego „Projmors”. Niebieska, czworokątna, nowoczesna konstrukcja nie podobna jest do typowej latarni morskiej. Wrażenie to znika jednak po zapaleniu świateł. 18 czerwca 1984 o godzinie 21.23 rozbłysła po raz pierwszy. Na latarni zainstalowane są „trzy dwustronne panele o 60 żarówkach 25 V typu Sealed Bea” (żarówki zabezpieczone przed szkodliwymi czynnikami zewnętrznymi i mogą być instalowane na zewnątrz bez dodatkowego zabezpieczenia) dające światłość 1500000 kandeli na odległość 25 Mm.